# Sacha Baron Cohen
Sacha Noam Baron Cohen (* 13. října 1971 Londýn) je anglický komik a herec, proslavený svými filmovými rolemi ve filmech Ali G Indahouse, Borat: Nakoukání do amerycké kultůry na obědnávku slavnoj kazašskoj národu, Brüno a Diktátor. Tři z těchto postav vystupovaly v jeho relaci Da Ali G Show.

## Osobní život
Narodil se v Londýně a pochází z ortodoxní židovské rodiny (Ve svých filmech mnohokrát ztvárňuje Židy, zesměšňuje v nich absurditu antisemitismu a přibližuje téma širší veřejnosti),[zdroj?] jeho bratr Erran je skladatel a spolupracoval na některých jeho filmech. Sacha navštěvoval přední soukromé školy a poté studoval historii na Univerzitě v Cambridgi (Christ’s College). Zde byl také aktivní v ochotnickém divadle.
Později univerzitu opustil a pracoval jako model. Začátkem 90. let 20. století začal moderovat v menších britských televizích, v pořadu F2F se poprvé objevily postavy Ali G a Borat. S postavou Ali G se stal úspěšným a v roce 2000 získal vlastní pořad Da Ali G Show.
Sacha je známý tím že své role silně prožívá, proto byl několikrát (ze začátku) v Británii označován Ali G za skutečného rappera. Poslední podobný přehmat se stal naposled v roce 2010, když byl označen Borat za skutečného reportéra. Sacha tomu sám napomáhal – až do roku 2012 nedal interview sám za sebe, ale vždy se představil jako jedna ze svých postav. Touto zálibou v rolích také proslul jiný, také židovský, herec Peter Sellers, kterého Sacha uvádí jako jednu z nejdůležitějších inspirací.
V roce 2010 se oženil s herečkou Islou Fisher, se kterou má 3 děti. Nevyznává židovskou víru, ale snaží se dodržovat některé tradice, např. jíst košer stravu a dvakrát do roka navštívit synagogu.

## Cohenovy postavy
Cohen si dosud vytvořil čtyři své postavy, které (zatím s úspěchem) převedl na filmové plátno. Jsou to:
- Ali G, londýnský gangsta, „ujíždějící“ si (svým vzezřením, dikcí i jinými způsoby) na kultuře hip-hopu.
- Borat Sagdijev, kazašský novinář a delegát kazašského národa.
- Brüno, rakouský homosexuální módní moderátor.
- Admirální Generál Aladeen, Diktátor fiktivního státu Wadiya.

## Televizní seriály
- F2F (1996–1997)
- The 11 O'Clock Show (1998–1999)
- Da Ali G Show (2000 ve Spojeném království, 2003–2004 v USA)
- The Spy (2019)

## Filmy

### Ali G Indahouse(2002)
Cohen zde využil úspěchu své postavy Ali G po skončení Da Ali G Show ve Spojeném království. Ali G zde hrál vůdce jednoho z londýnských gangů, Da West Staines Massiv, bojujícímu proti jinému gangu Da East Staines Massiv. Poté, co se dozvěděl, že tamní středisko volného času, kde se se svým gangem schází, má být zbouráno, se jme proti demolici stavby protestovat tím, že se k ní přiváže řetězem. Všimne si ho úskočný zástupce premiéra David Carlton a napadne ho zosnovat prostřednictvím Aliho G na premiéra intriku, která by jej mohla shodit z premiérského křesla v jeho prospěch tím, že Alimu G nabídne kandidovat do britského parlamentu. K jeho překvapení se tam Ali G opravdu dostane a následuje série situací, kloubící nebo spíš konfrontující móresy hiphopového flákače Aliho G s manýry z té nejvytříbenější společnosti a vysoké politiky. A tak ve filmu naznačenou hrozbu třetí světové války nakonec zažehná marihuana a Ali G nakonec dostává místo velvyslance Jamajky.

Zajímavostí je, že ve filmu se Ali G osobně setkává s Cohenovou následující postavou, kazašským delegátem Boratem Sagdijevem. Na rozdíl od filmů Sashy Barona Cohena, které následovaly (a které nesou nálepku „mockumentary“), tento se ještě snaží zapadnout do mantinelů klasické komedie.

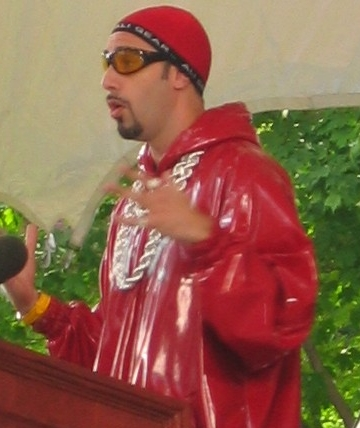
Ali G

### Borat(2006)

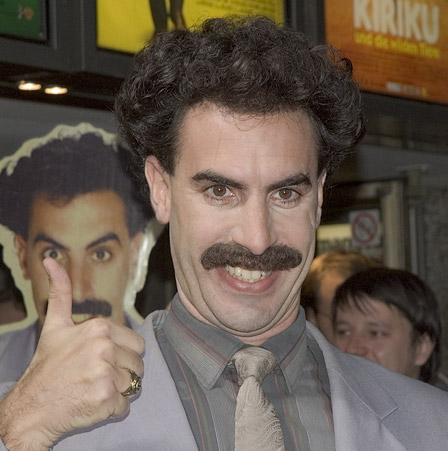
Borat Sagdijev

Sasha Baron Cohen zde vystupuje v roli kazašského novináře Borata Sagdijeva, který je „na objednávku slavného kazašského národa“ vyslán do Spojených států amerických, aby pochytil tamější kulturu a s perspektivou ji aplikoval ve své rodné vsi. Film má formu fiktivního dokumentu a byl velmi úspěšný (stál 18 a utržil 261 milionů dolarů). Dosud je zakázaný v Rusku a celém arabském světě (kromě Libanonu), také se stal terčem mnoha žalob.

### Bruno(2009)
Fiktivní dokument Brüno dokumentuje snahu rakouského homosexuálního módního reportéra hraného Cohenem stát se slavným, pro což se snaží udělat téměř cokoli, včetně úsilí o změnu sexuální orientace. Film stál 42 milionů dolarů a utržil 138 milionů dolarů; zakázán byl pouze na Ukrajině.

### Diktátor(2012)
Tři roky po Brünovi se Cohen „oděl“ do persony Aladeena, vládce fiktivní zemičky Wadiya a posledního mohykána mezi diktátory, jenž při návštěvě, kterou vážil se svým doprovodem a dvojníkem do Spojených států, aby zde diskutoval v budově OSN, skončí po jednom incidentu zbaven šatů i svého charakteristického plnovousu na ulici, v obavách, co jeho dvojník provede.

### Bídníci(2012)
V britském muzikálu Bídníci si Sacha Baron Cohen společně s herečkou Helenou Bonham Carterovou zahráli jednu z vedlejších rolí, a to zlodějský pár vlastnící hospodu ve městě. Dramatickému filmu Bídníci tak dodávali vtipné chvilky.

## Společné prvky Cohenových filmů
Kritika jak Borata, tak Brüna byla velmi nejednotná – někteří vyzvedávali zábavné až „reality-show“ prvky toho či onoho filmu, neméně početná řada kritiků tyto filmy označovala jako nechutné či nevhodné. Z obou filmů existují nicméně příklady, z kterých je možno vyčíst, že podstata jednotlivých scének Cohenových pseudodokumentů není pouze bezmyšlenkovitá a prvoplánová, ale Cohen v nich důvtipně „nastavuje společnosti zrcadlo“. Patří mezi ně scény jako například:
- ostrý kontrast mezi vřelým pozdravem líbáním na obě tváře (údajně z Boratova Kazachstánu) a hostilitou panující mezi lidmi v New Yorku,
- konverzace Borata s obchodníkem aut, ve které obchodník na děsivé otázky typu „kolik cikánů dokáže toto auto zabít“ odpovídá s pragmatickou obchodní chladností a bez emocionálního rozrušení,
- projev Borata na americkém rodeu, ve kterém větami se stupňující se nenávistí vůči Iráčanům dokázal dav posluchačů nikoli poštvat proti sobě, ale naopak vášnivě rozburcovat
- pohovor Brüna s rodiči dětí, které neváhaly své ratolesti vystavit i dost nepříjemným situacím a prostředí, pod vidinou tučných honorářů za focení
- snaha kněze přimět Brüna k (z dnešního pohledu nepřirozené, ne-li vůbec nemožné) změně sexuální orientace proto, že to vyhovuje jeho víře, s cílem propagovat takto změněného Brüna jako dílo Ježíše Krista

Reflexe společnosti tedy (kromě prvoplánové zábavy nebo naopak nevkusnosti) byl další z prvků, o kterých  kritika o posledních dvou Cohenových filmech psala.